# Navigatore (vela)
Nello sport della vela il navigatore è uno degli uomini del pozzetto.  Il suo ruolo consiste nel fornire al timoniere tutti i dati riportati dagli strumenti di bordo, come ad esempio velocità e angolo al vento (cioè con quale angolo naviga la barca rispetto alla direzione del vento). 
Nelle regate di altura il navigatore è colui che decide la rotta con l'ausilio dei dati meteo. In questa accezione spesso lo si definisce routier, dal francese "route", strada.